# AMX-56 Leclerc
El Leclerc es el tanque de guerra principal (MBT) normalizado del ejército francés, construido por el consorcio público de armamento Nexter. El Leclerc recibió su nombre en honor a Philippe Leclerc de Hautecloque, un destacado militar francés que lideró la marcha sobre París al mando de la 2.ª División Blindada (2ème DB) en la Segunda Guerra Mundial. La designación AMX-56, aunque popular, es incorrecta.
El Leclerc está en servicio en el Ejército Francés y en el ejército de los Emiratos Árabes Unidos. Entró en producción en 1991, y en servicio activo en Francia en 1992, reemplazando al venerable AMX-30 como el carro de combate estándar. El ejército francés tiene un total de 406 unidades, de las cuales enviará a depósitos al menos 100 unidades para reducir costos de operación y pondrá en venta algunas más, y el de los Emiratos Árabes Unidos 388 tanques de la referencia.

## Historia
A principios de los años 1970, el AMX-30 se hacía obsoleto y, en 1977, el Ejército de Francia hizo un borrador de requisitos para un nuevo carro de combate principal, llamado "EPC" (Engin Principal de Combat). Se estudió la adquisición de material extranjero, como el M1 Abrams, el Leopard 2 o el Merkava, pero dicha posibilidad se rechazó. Un programa conjunto con Alemania, basado en el Leopard 2, se descartó en 1979 y se iniciaron los estudios para llevar a cabo un proyecto nacional.
En contraste con la mayoría de los programas occidentales, se puso más énfasis en la protección activa que en la pasiva para limitar la masa total del vehículo. Se prestó especial atención a la movilidad -para evitar el fuego enemigo- y al control de tiro del carro.

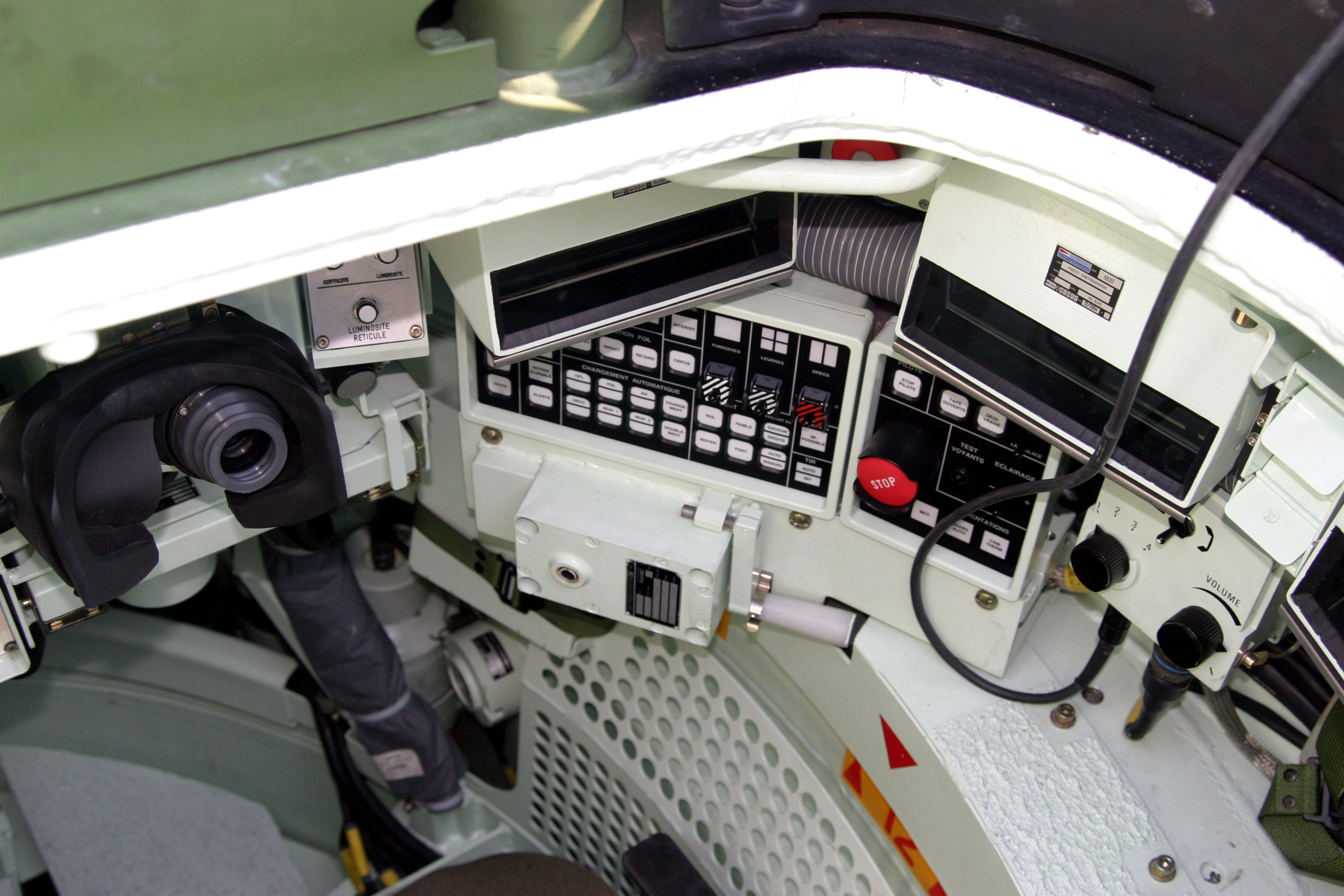
La posición del cañón, mirando hacia abajo desde el techo de la torreta.

La asociación con un Estado extranjero tenía como fin el limitar el coste por unidad. Este objetivo se consiguió cuando los Emiratos Árabes Unidos encargaron 436 vehículos, que se sumaron a las 426 unidades ya previstas para el ejército francés.
El proyecto empezó en 1986 bajo el nombre de "Leclerc" con la rápida construcción de seis prototipos. La producción en masa comenzó en 1990 con un primer lote de cuatro unidades, utilizados principalmente para pruebas comparativas en países extranjeros. A las 17 unidades de los lotes 2 y 3, con mejoras en la torreta y el blindaje del casco, se les diagnosticaron problemas en el motor y la suspensión y fueron rápidamente retiradas.
Los lotes 4 y 5 fueron construidos mejor, se les eliminaron los problemas recurrentes en la planta motriz y siguen en servicio, después de haber sido modernizados a finales de los años 1990.
La segunda serie, a la que se añadió un sistema de climatización en la parte trasera derecha de la torreta, empezó con el lote 6. En el lote 7 se introdujo un sistema de transmisión para los vehículos de mando y un sistema de datos proporcionando visión instantánea del estado de todos los tanques y blancos adquiridos; también incorporó mejoras menores en el visor. En el lote 8 se modernizó el sistema electrónico y en el 9 se reemplazó el visor con un sistema iris SAGEM con presentación térmica, que permite la adquisición de objetivos a un alcance mayor.
Todos los lotes anteriores al 9 serían modernizados a los estándares del mismo a partir de 2005. En 2004 se presentó el lote 10, que incorporaba nuevos sistemas de información, que permitían compartir la información de la disposición de las unidades enemigas y amigas a todos los vehículos, y un nuevo blindaje. Este es el inicio de las 96 unidades de la tercera serie. En 2007, deberían de estar operativos 355 tanques, 320 de ellos asignados a cuatro regimientos, constando cada uno de ellos de 80 Leclerc.
Los cuatro regimientos son:
- 1er-11e Régiment de Cuirassiers (1º-11ºRegimiento de Coraceros) estacionado en Carnoux-en-Provence, parte de la 3.ª Brigada Mecanizada.
- 6e-12e Régiment de Cuirassiers (6º-12º Regimiento de Coraceros) estacionado cerca de Orléans, parte de la 2.ª Brigada Acorazada.
- 1er-2e Régiment de Chasseurs (1º-2º Regimiento de Cazadores) estacionado cerca de Verdún, parte de la 7.ª Brigada Acorazada.
- 501e-50e Régiment de Chars de Combat (501º-503º Regimiento de Tanques) estacionado en Mourmelon-le-Grand, 1.ª Brigada Mecanizada.

## Características

### Armamento

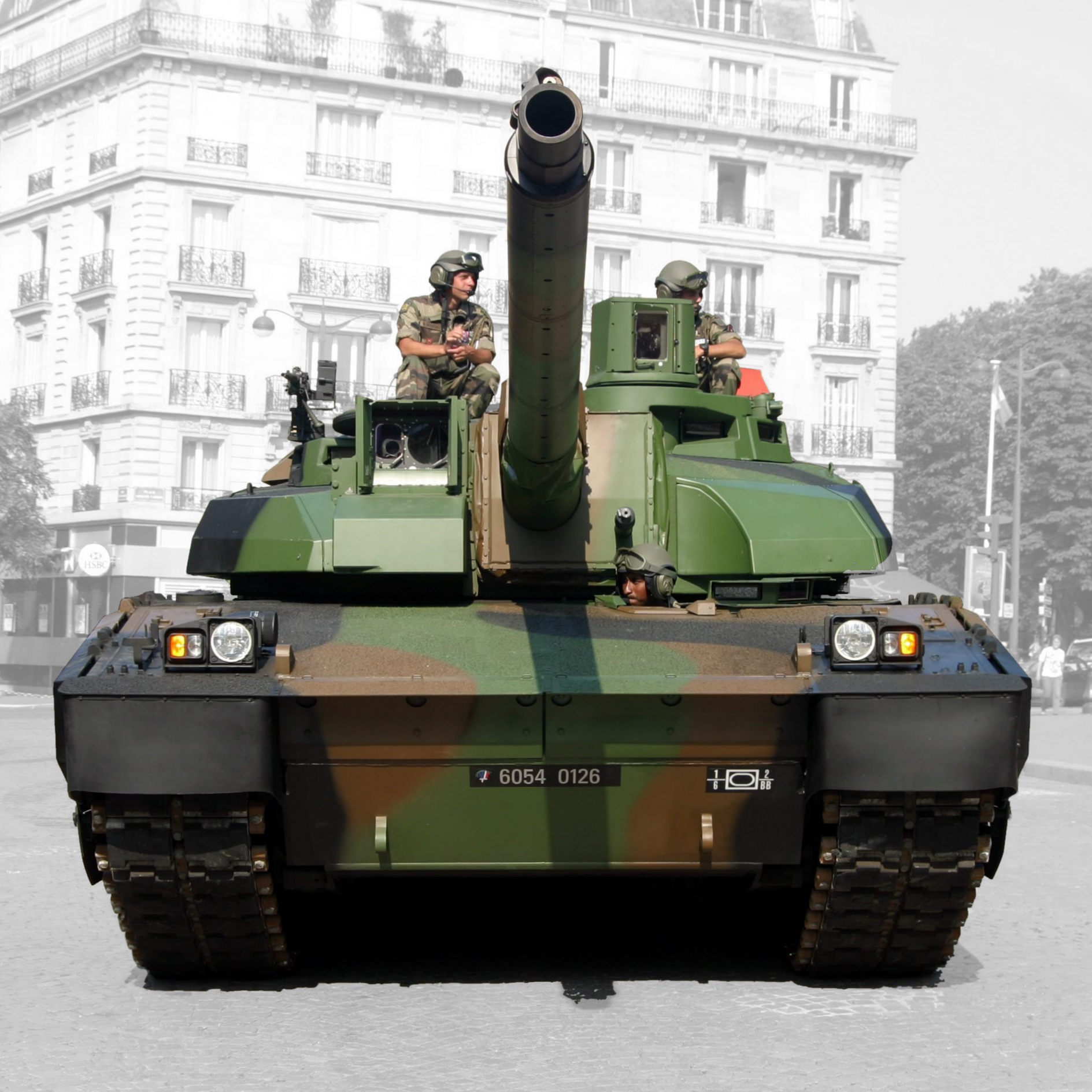
Obsérvese al comandante a la derecha de la fotografía y el puesto del artillero en la parte izquierda.

El Leclerc está equipado con un cañón GIAT CN120-26/52 del calibre 120 mm y de ánima lisa. Teóricamente este cañón puede disparar munición OTAN estándar de 120 mm, como el Leopard 2 alemán y el M1 Abrams estadounidense, pero en la práctica sólo se utiliza munición específica producida en Francia. El cañón está aislado con una funda térmica y tiene un sistema de extracción de humos automático de aire comprimido en vez del cilindro de extracción de humos habitual. El Leclerc tiene un sistema de carga automática único que fue específicamente diseñado para él y que permite reducir la tripulación a tres miembros, suprimiendo el puesto del cargador. La torreta del Leclerc fue diseñada alrededor del sistema de autocarga para evitar los problemas comunes para otros tanques con autocarga.
La recarga automática del Leclerc permite una cadencia de fuego de 12 disparos por minuto y mantiene 22 proyectiles preparados. Puede almacenar hasta cinco tipos diferentes de munición a la vez aunque, como la mayoría de los sistemas de autocarga, no puede cambiar de tipo de munición una vez que el proyectil ha sido cargado. Los tipos más comunes son el perforante subcalibrado estabilizado por aletas (APFSDS) con núcleo de tungsteno y el proyectil anticarro de alto explosivo HEAT. Hay otros 18 proyectiles disponibles para recargar. Un tanque Leclerc puede disparar mientras se desplaza a una velocidad de 50 km/h a un objetivo a 4 km de distancia. El cañón tiene 52 calibres de longitud en lugar de 44 como en la mayoría de los tanques de la generación del Leclerc-, dando a los proyectiles una mayor velocidad de salida. Los tanques de última generación alemanes y británicos tienen cañones del calibre 55, todavía más potentes, y los estadounidenses utilizan proyectiles perforantes de uranio empobrecido avanzados para compensar sus cañones más cortos.
El Leclerc también está equipado con una ametralladora coaxial de 12,7 mm y una ametralladora antiaérea por control remoto de 7,62 mm, mientras que muchos otros tanques de la OTAN utilizan el calibre 7,62 mm para ambas. La mayor excepción es el M1 Abrams estadounidense, que tiene una ametralladora coaxial de 7,62 mm y dos ametralladoras montadas en la parte superior: una de 7,62 mm y otra de 12,7 mm.

### Protección
El Leclerc tiene el sistema de protección de vehículos de combate Galix de GIAT, que dispara varios tipos de granadas de humo y cartuchos de proyección infrarroja, así como granadas antipersona.
El casco y el cañón están compuestos de acero soldado acoplado con un blindaje modular (el espacio interior se rellenó con blindaje reactivo no explosivo (NERA)) que puede ser reemplazado fácilmente para repararlo o actualizarlo en el futuro. El ejército francés rechazó el blindaje Chobham a finales de los años 1970, ya que estaba demasiado especializado en su optimización para neutralizar armas de carga hueca y, por tanto, optaron por desarrollar un sistema de blindaje perforado de acero, comparable al que había en los primeros Leopard 2. Cuando el Leclerc fue introducido a principios de los años 1990 esto se seguía considerando adecuado, debido al mayor espesor de sus módulos comparado con el blindaje de otros tanques occidentales modernos, hecho posible para un peso limitado gracias al diseño compacto del conjunto del tanque. Sin embargo, con el paso del tiempo, los estándares para la protección del blindaje de los tanques se hicieron más exigentes, en vista de la adaptación de los proyectiles anticarro (su principal rival en el mercado de la exportación, el Leopard 2A5 alemán, fue equipado con un sistema de blindaje espaciado adicional), dejando obsoleto el blindaje del Leclerc.
Por todo ello se decidió seguir la tendencia marcada por alemanes (Leopard 2A4) y británicos (Challenger 2), que empleaban un sistema de titanio-tungsteno, aplicándolo a su vez al Leclerc en 2001, en el lote 10, para equipararse lo más rápidamente posible a los estándares occidentales.

### Control de tiro y observación
El Leclerc dispone de un sistema de gestión de combate FINDERS y de un sistema de comunicación digital ICONE TIS que integra datos de otros carros y escalones de mando superiores.
El sistema de control de tiro digital del Leclerc puede ser operado independientemente tanto por el artillero como por el comandante, y ofrece representaciones integradas en tiempo real de todos los sensores y visores, incluyendo la mira estabilizada SAVAN 20, desarrollada por SAGEM, y el sistema de visión OB-60 diurno/nocturno para el conductor, de Thales Optrosys. El sistema puede adquirir seis blancos simultáneamente y es muy similar al desarrollado por la misma compañía para el tanque británico Challenger 2.

### Propulsión
El Leclerc tiene un motor diésel hiperbárico de ocho cilindros y 1.500 caballos Wärtsilä (antiguamente SACM) V8X-1500 y transmisión automática SESM ESM 500, con cinco velocidades hacia adelante y dos hacia atrás. La velocidad máxima oficial es de 72 km/h en carretera y 55 km/h campo a través, aunque se ha constatado que es capaz de superar los 80 km/h en carretera. El alcance máximo es de 550 km, ampliable a 650 con tanques externos. El sistema hiperbárico integra una turbina de gas Turbomeca TM 307B en el motor, que actúa tanto como turbocompresor y como unidad de energía auxiliar (APU en inglés), proporcionando potencia auxiliar a todos los sistemas cuando el motor principal está apagado, generando por ello el enorme consumo de combustible (13,8 Litros\kilómetro) que llevan aparejadas todas las turbinas.
Con un peso en combate de 56 t, debido a su pobre blindaje, el Leclerc es uno de los MBTs más ligeros del mundo, lo cual le proporciona una de las mejores relaciones potencia/peso de los tanques occidentales (27 cv/t) y lo hace uno de los más rápidos de su generación (acelera de 0 a 32 km/h en 5 segundos).
El tubo de escape, situado atrás a la izquierda, está refrigerado para reducir la imagen térmica del tanque. La transmisión es de tipo hidromecánico, con cinco velocidades hacia adelante y dos hacia atrás. Los depósitos tienen una capacidad de 1.300 l y actúan como protección adicional; se le pueden añadir dos depósitos externos de 200 l en la trasera de la torre, pero tienen que ser desechados antes de entrar en combate porque limitan la rotación de la torre.
La caja de cambios está equipada con un freno hidrocinético que puede reducir la velocidad del Lecrerc con una deceleración de 7 m/s² (0.7 g), lo que puede ser muy útil en el último momento antes de recibir un impacto. La dotación tiene que estar asegurada con sus cinturones para poder usar este sistema.

## Uso en combate
El primer Leclerc fue entregado en 1992, demasiado tarde para la Guerra del Golfo de 1991, y no ha sido usado aún en una guerra a gran escala.
Quince unidades han sido desplegadas en Kosovo dentro del marco de las operaciones de paz de la ONU, donde los oficiales franceses consideraron como satisfactorio su rendimiento. Así mismo trece unidades del Leclerc están desplegadas en el sur del Líbano en misión de paz con la Fuerza Provisional de Naciones Unidas en el Líbano (UNIFIL en inglés). Allí es cuando más cerca de entrar en combate han estado los Leclerc franceses. En 2006 un pelotón de cuatro Leclercs se enfrentó a otro de tanques israelíes que intentaban entrar en la aldea de Marwahin. Después de 20 minutos de tensión y apuntarse entre sí los dos lados rompieron contacto.
Los Leclerc emiratíes han sido desplegados en Yemen. Desde el verano de 2015 Emiratos Árabes Unidos destinó dos batallones de Leclercs, que han visto combate en la guerra en Yemen. Las fuerzas yemeníes han logrado destruir algunos de ellos, mediante misiles Kornet.

## Variantes
- Leclerc AZUR: Action en Zone Urbaine; con mejores prestaciones para combatir en terreno urbano.
- Engin Principal du Génie/Leclerc EPG: Engin Principal du Génie; vehículo principal de ingenieros.
- Char de dépannage DNG/DCL/Leclerc DNG: Dépanneur Nouvelle Génération; vehículo de reparaciones.
- Leclerc MARS: Moyen Adapté de Remorquage Spécifique; vehículo de recuperación.

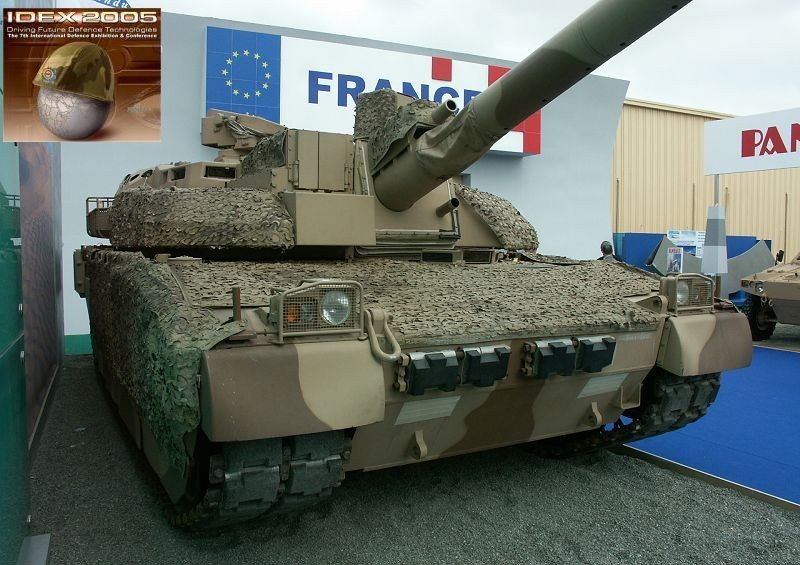
Leclerc usado por las fuerzas armadas de los Emiratos Árabes Unidos.

- Leclerc EAU: versión tropicalizada de los Emiratos Árabes Unidos; está equipado con:
  - EuroPowerPack con el motor diésel de 1.100 kW MTU 883. Los Emiratos Árabes Unidos tienen participación en la compañía que los construye (MTU) y prefirieron un motor propio. Este motor es más fiable que el francés UDV 8X (1,500 HP), aunque tiene ligeros problemas con el embrague.
  - Unidad de potencia auxiliar externa
  - Ametralladora de 7.62 mm accionada por control remoto
  - Función de conducción y giro de torre completamente automatizados, para usar por tripulaciones que hayan recibido sólo el entrenamiento básico.
  - Aire acondicionado generado mecánicamente, para refrigerar el tanque sin emplear corriente eléctrica, cuyo uso podría revelar la posición del carro.
- Leclerc XLR: El paquete de actualización más reciente como parte del programa SCORPION incluye nuevas interfaces tácticas, mejoras en la armadura, Sistemas de armamento a control remoto en la torreta así como varios sensores adicionales y lanzagranadas. Las primeras unidades comenzaran a entregarse a partir de 2020.

## Usuarios

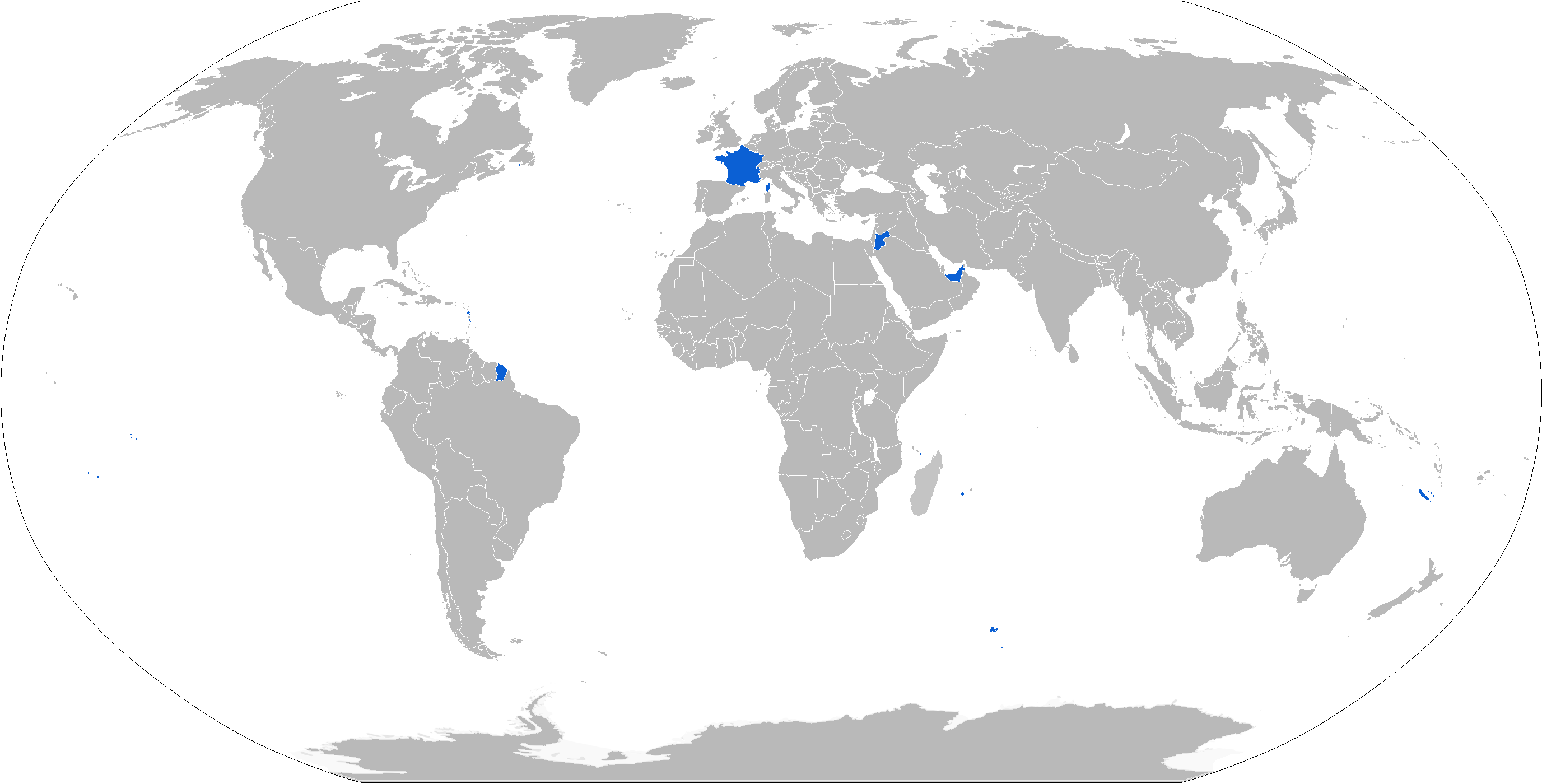
Operadores de Leclerc a febrero de 2024

### Actuales
- Francia

406 carros de combate + 20 carros de recuperación.
- Emiratos Árabes Unidos

388 carros de combate + 46 carros de recuperación + 2 tanques de entrenamiento.
- Jordania

80 carros donados por Emiratos Árabes Unidos

### Posibles usuarios
- Catar

En pruebas varias unidades, se esperan vender al menos 40 vehículos.

### Vehículos similares
- Leopard 2
- / Leopardo 2E
- Tipo 98G
- M1 Abrams A2
- P'ookpong Ho (M-2002)
- K1
- K2 Black Panther
- C1 Ariete
- Arjun
- / T-90 "Bhishma"
- Zulfiqar 3
- Merkava IV
- /// Al-Hussein
- Tipo 90
  Tipo 10
- /  Al-Khalid
/  Al-Zarrar
- PT-91 Twardy
- TR-125
- Challenger 2 LIP
- T-80UM2
  T-90AM
- M-84AS (M-2001)
- M-95 Degman
- / Stridsvagn 122
- T-84 Oplot-M
- // T-80UM2
- MİTÜP Altay

### Listas relacionadas
- Anexo:Tanques de combate principal por generación